# Ögeltjärnen (Styrnäs socken, Ångermanland, 699626-160428)
Ögeltjärnen är en sjö i Kramfors kommun i Ångermanland och ingår i Ångermanälvens huvudavrinningsområde.